# 尤里卡客棧 (阿拉斯加州)
尤里卡客棧（英語：Eureka Roadhouse）是位於美國阿拉斯加州馬塔努斯卡-蘇西特納自治市鎮的一個非建制地區和人口普查指定地區。根據2010年美國人口普查，該地共人口34人，而該地的面積約為486.70平方千米。

## 地理
尤里卡客棧的座標為61°57′53″N 147°09′06″W / 61.96472°N 147.15167°W，而該地的平均海拔高度為1002米（即3287英尺）。